# Sulaimania vigelandi
Sulaimania vigelandi là một loài nhện trong họ Tetrablemmidae.
Loài này thuộc chi Sulaimania. Sulaimania vigelandi được Lehtinen miêu tả năm 1981.